# Djovany Michel
Djovany Michel est un journaliste haïtien né le 13 juin 1993 à Thomonde, une commune du département du Centre en Haïti,.

## Biographie
Djovany Michel est un journaliste haïtien né le 13 juin 1993 à Thomonde, une commune du département du Centre en Haïti. Il est également le secrétaire général du Réseau Haïtien des Journalistes Anti-Corruption (RHAJAC), une organisation fondée en juin 2022 et enregistrée au Ministère des Affaires Sociales le 14 janvier 2022.
D'origine d'une famille chrétienne, Djovany Michel a commencé sa carrière en tant que journaliste accrédité au Parlement haïtien pendant la 50e législature, travaillant pour la télévision Canal 11 de janvier 2016 à janvier 2020.
Le 21 octobre 2020, il a été nommé responsable de la direction des ressources humaines et coordonnateur des émissions politiques à la radio Émancipation FM, fréquence 90.7. Par la suite, le 12 mai 2021, il a été promu directeur et responsable politique de la Radio Communauté Haïtienne (RCH 2000),.
Actuellement, Djovany Michel exerce en tant que journaliste et rédacteur en chef de l'agence en ligne Satellite 509, dont il est également le PDG, agence qu'il a fondée en mars 2017,,.
Sur le plan académique, Djovany Michel a fait ses études primaires à l'école Alain Clérié de Carrefour et ses études secondaires de la 7e à la 9e année à l'école Jacques Romain de Thomonde. Il a complété ses études classiques au Lycée Louis Joseph Janvier, et a ensuite étudié la communication à l'Institut Maurice Communication.
Djovany Michel est reconnu pour son travail journalistique axé principalement sur les enquêtes liées à la délinquance et à la corruption en Haïti, contribuant ainsi à une meilleure transparence et responsabilité dans le pays,.